# Салхино (блюдо)
Салхино — блюдо грузинской кухни, мясо (баранина или ягнятина), жаренное на сковородке в духовом шкафу большим куском с овощами.
Название блюда переводится с грузинского как «веселье без берегов». Также его часто называют тапа салхино (тапа — большая тяжёлая сковорода, на которой оно готовится).

## Ингредиенты
Основа блюда — большой (стандарт — порядка 1 кг) кусок жирной баранины или мяса молодого барашка; можно использовать окорок, лопатку, антрекот или  грудинку. Остальные компоненты (овощной гарнир) — баклажаны, картофель, помидоры и репчатый лук. Также в состав блюда входят курдючное сало, соль и черный перец, из зелени — кинза, петрушка и мята.

## Приготовление
Кусок мяса нужно хорошо промыть, посолить и поперчить, после чего он выкладывается в большую глубокую сковороду (тапа) и отправляется, с добавлением небольшого количества горячей воды, в духовой шкаф, разогретый до 180 градусов на час-полтора. Мясо периодически поливается образовавшимся соком; в случае его выкипания снова добавляется горячая вода.
В это время происходит подготовка баклажанов: на каждом делается неглубокий продольный надрез, внутрь которого засыпается  немного соли, добавляется в  по кусочку курдючного сала. Также  баклажаны фаршируются  мелко нарезанной зеленью.
Когда мясо наполовину готово, к нему по очереди добавляют овощи: крупно нарезанный картофель, фаршированные баклажаны, помидоры целиком и очищенные луковицы — и оставляют на огне до готовности. В некоторых рецептах  помидоры рекомендуется добавлять за 10 минут до приготовления блюда.

## Подача
Готовое блюдо, в классическом варианте, подается на стол в той посуде, в которой оно жарилось (сковорода тапа). Отдельно подаётся соус (обычно ткемали) ткемали и разные приправы.
В Москве распространён другой вариант подачи: мясо нарезается кусками, по краям располагают картофель, баклажаны и другой гарнир, сверху поливают соком, образовавшимся во время приготовления, блюдо украшают зеленью. Также применяется порционная подача, когда посетителю приносят отдельную порцию солхино на кеци.